# Splot żylny otoczkowy
Splot żylny otoczkowy, splot żylny otoczki brodawki sutkowej, splot żylny otoczki brodawkowej (łac. plexus venosus areolaris) – w anatomii człowieka splot żył skórnych, okalający brodawkę sutkową i odprowadzający krew ze skóry brodawki i jej otoczenia. Wspólnie z żyłami żebrowo-pachowymi i żyłami piersiowo-nabrzusznymi wytwarza sieć naczyń w tkance podskórnej przedniej ściany tułowia. Tworzy także zespolenia z żyłami nabrzusznymi górnymi. Krew ze splotu odpływa do żyły piersiowej bocznej, a także do żyły piersiowej wewnętrznej za pośrednictwem gałęzi przeszywających. 